# 珠芽垂头菊
珠芽垂头菊（学名：Cremanthodium bulbilliferum）为菊科垂头菊属的植物，为中国的特有植物。分布在中国大陆的西藏、云南等地，生长于海拔3,000米至4,000米的地区，多生在山坡草地及石质坡地上，目前尚未由人工引种栽培。